# Buchberg
Buchberg je obec ve švýcarském kantonu Schaffhausen. Žije zde 866 obyvatel.

## Geografie
Buchberg leží naproti vtoku řeky Töss do Rýna, mezi obcemi Eglisau a Rüdlingen na jižním svahu pohoří Hurbig. Spolu s Rüdlingenem, v němž má samotná obec dvě exklávy, tvoří Buchberg exklávu kantonu Schaffhausen, který je zcela obklopen kantonem Curych a německou spolkovou zemí Bádensko-Württembersko. Obě obce tvoří jižní část kantonu.

## Historie

Letecký pohled (1919)

V roce 1123 daroval Leuthold von Weissenburg opatství Rheinau vesnice Buchberg a Rüdlingen. Následujících čtyři sta let musely být církevní daně odváděny do Rheinau. V roce 1520 získalo město Schaffhausen od kláštera Rheinau dolní a v roce 1657 i horní rychtářský post. Z těchto důvodů patří Buchberg ke kantonu Schaffhausen dosud. Až do počátku 19. století tvořily Buchberg a Rüdlingen společně jednu obec, z níž po rozdělení v roce 1839 vznikly dvě politické obce Buchberg a Rüdlingen. Ve 20. století se Buchberg vyvinul ze zemědělské obce v rezidenční obec s vinařstvím.

## Obyvatelstvo

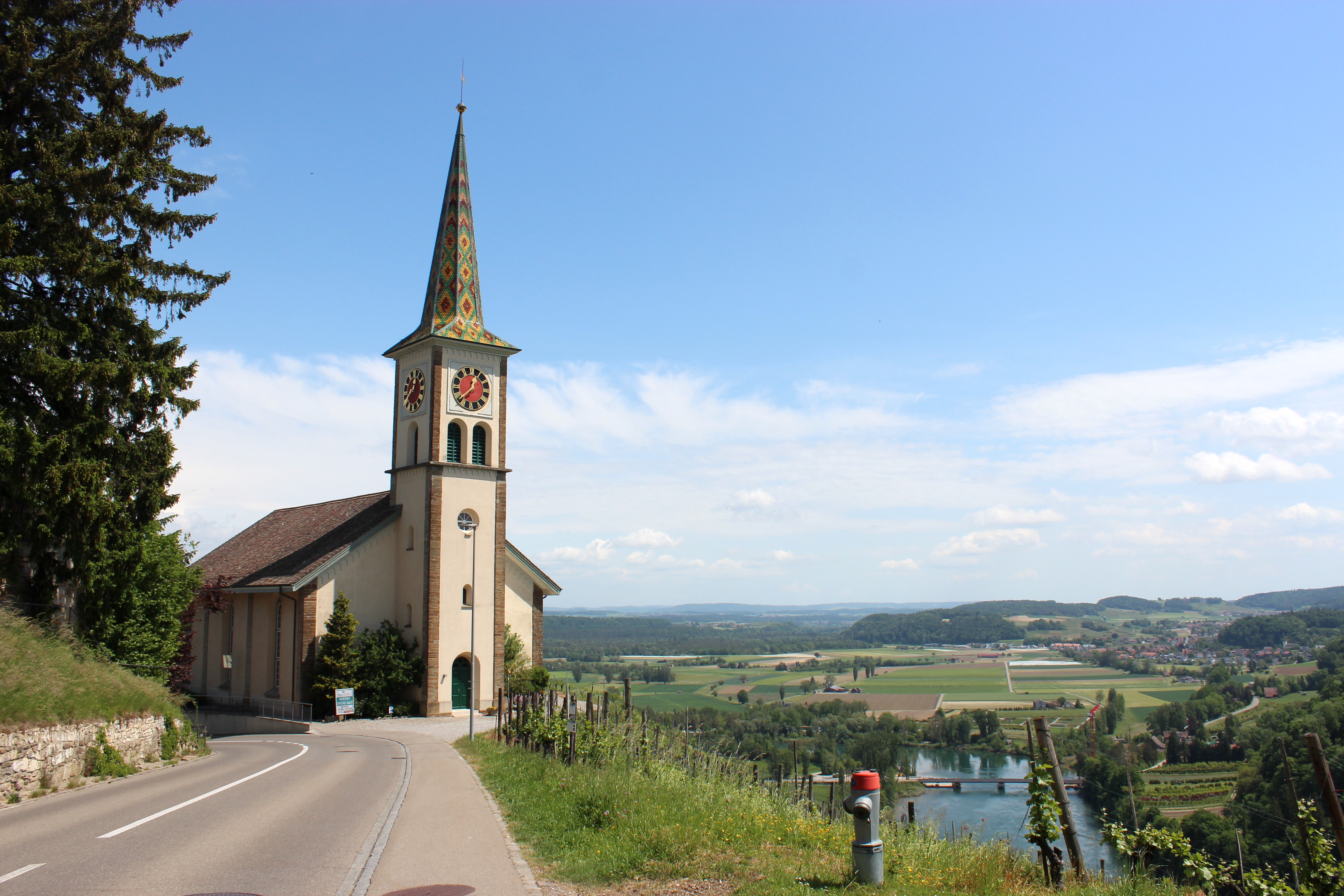
Kostel

| Rok            | 1836 | 1850 | 1900 | 1950 | 2000 |
| Počet obyvatel | 605  | 656  | 520  | 398  | 777  |

## Doprava
Obec leží mimo hlavní dopravní tahy a s okolními obcemi ji spojují pouze regionální silnice. Spoje veřejné dopravy zajišťují autobusy Postauto.

## Partnerské obce
Od roku 1976 existuje partnerství s městem Schnaittenbach v Německu (východně od Norimberka), které zahrnuje místní část Kemnath am Buchberg.